# Nototanaidae
Nototanaidae é uma família de crustáceos pertencentes à ordem Tanaidacea.
Géneros:
- Birdotanais Kakui e Angsupanich, 2012
- Gamboa Bamber, 2012
- Leptotanais
- Nesotanais Shiino, 1968
- Nototanais Richardson, 1906
- Nototanoides Sieg & Heard, 1985
- Paranesotanais Larsen & Shimomura, 2008
- Stachyops Bird, 2012